# 色特尔
色特尔（？—1632年），又作色特儿，博尔济吉特氏，蒙古巴林部首领，苏巴海之孙，巴噶巴图尔之子。
后金天命四年（1619年），色特尔派遣使者与后金通好。天命十一年（1626年），色特尔背盟而与明朝私自交往，遭后金讨伐。后因察哈尔部林丹汗的掠扰而依附科尔沁部。
天聪二年（1628年），色特尔率其子色布腾、其侄色稜与满珠习礼等自科尔沁归附后金。皇太极将女儿固倫淑慧長公主嫁予色布腾，并将阿敏之弟寨桑武长女嫁给色特尔。此后他曾数次出兵协助后金征明。天聪六年（1632年），色特尔去世。顺治七年（1650年），清廷追叙其归附之功，其子色布腾因而晋封为多罗郡王。